# Brunnenanlage Trinkbornstraße
Die Brunnenanlage Trinkbornstraße ist eine kleine Grünanlage mit einem Brunnen in Darmstadt-Wixhausen.

## Beschreibung
Die Brunnenanlage Trinkbornstraße ist eine Brunnenanlage in der Trinkbornstraße am Südrand von Wixhausen. Gespeist wird der Brunnen aus einer Quelle. Südlich der Brunnenanlage fließt der Mühlbach. Das Brunnenhäuschen wurde aus Backsteinen erbaut. Bekrönt wird es durch ein kleines Dach aus Beton und Naturstein. Vor dem Brunnen befindet sich eine kleine Treppe. Links und rechts der Treppe befindet sich ein schmiedeeisernes Geländer.

## Denkmalschutz
Aus architektonischen und stadtgeschichtlichen Gründen steht die Brunnenanlage in der Trinkbornstraße unter Denkmalschutz nach dem hessischen Denkmalschutzgesetz.